# Thomas Potts
Thomas Henry Potts (23. prosince 1824 – 27. července 1888) byl britsko-novozélandský přírodovědec, ornitolog, entomolog a botanik.
Narodil se v Londýně. Po svém otci, který měl továrnu na výrobu zbraní, zdělil poměrně značné bohatství. V roce 1850 se oženil a o čtyři roky později se svou ženou odjel na Nový Zéland. Brzy začal prozkoumávat tamější pohoří a krajinu – objevení nových horských cest mu dalo dostatek důvěry, aby si nárokoval značnou část půdy, na které založil farmu na dobytek (Hakatere Station).
Již od první let na Novém Zélandu byl aktivně zapojen do politického dění. Jeho hlavním zájmem však byla ochrana životního prostředí. Proslul zejména svými články o novozélandském ptactvu, které kvalitou zpracování mnohdy předčily práci Waltera Bullera. K jeho nejvýznamnějším ornitologickým počinům patří objev kivi Haastova, kterého pojmenoval po svém příteli Juliu Haastovi.
Je po něm pojmenována hora a řeka.